# Sabellaria moorei
Sabellaria moorei är en ringmaskart som beskrevs av Monro 1933. Sabellaria moorei ingår i släktet Sabellaria och familjen Sabellariidae. Inga underarter finns listade i Catalogue of Life.